# بطولة تونس لألعاب القوى 1980
بطولة تونس لألعاب القوى 1980 هو الدورة 25 من بطولة تونس لألعاب القوى.

فاز بهذا الموسم الزيتونة الرياضية.

## روابط خارجية
- الموقع الرسمي للجامعة التونسية لألعاب القوى.